# Luciano Murrieta
Luciano Francisco Ramón Murrieta García Ortiz Lemoine (Arequipa, 22 de septiembre de 1822-Logroño, 22 de noviembre de 1911) fue un militar y viticultor español nacido en América. Ostentó el título de marqués de Murrieta.

## Biografía
Nacido en la ciudad peruana de Arequipa el 22 de septiembre de 1822, era hijo de una familia oriunda de Sopuerta, vizcaína por parte de padre y boliviana por parte de la madre, dedicada al comercio marítimo, con importantes negocios en Perú y en los mercados financieros de Londres. En 1824 se trasladó con su familia a Inglaterra después de la independencia de su tierra natal.[cita requerida] Se incorporó pronto al ejército al venir a España. Conoció al general Espartero, con quien realizó la campaña militar de la guerra Carlista y de quien fue ayudante personal desde 1840 hasta la caída de este de la regencia con Isabel II. Acompañó al general en su exilio londinense y allí planeó su futuro, que no pasaba por el oficio de las armas.
A su vuelta a España abandonó la carrera militar y se instaló en Logroño. La amistad con Espartero y el hecho de que este contrajera matrimonio con la hija de una distinguida y adinerada familia riojana, le permitió iniciarse en el negocio de los vinos, para lo cual el general le cedió unos terrenos y le permitió usar la propias bodegas que poseía fruto del mayorazgo que regentaba con su esposa.
Pronto destacó Luciano Murrieta por su capacidad para mejorar la calidad de los caldos del duque de la Victoria, lo que le fue recompensado en forma de premios internacionales, justo al tiempo que Francia sufría a mediados del siglo XIX una merma considerable de producción como consecuencia de las enfermedades de la vid que se extendieron por el territorio galo. Viajó a Burdeos siguiendo los pasos que el siglo anterior había dado Manuel Quintano y Quintano, canónigo precursor de lo que sería la calidad vitivinícola española, donde aprendió las últimas técnicas y conocimientos sobre viticultura.
A la muerte de Espartero, Luciano se lanzó a crear sus propias bodegas tras adquirir unos terrenos en la finca conocida por Ygay. Allí cultivó viñas, cereal y aceite, siempre con la pretensión de obtener una gran calidad en sus productos.
El rey Amadeo de Saboya le otorgó el título de marqués de Murrieta en reconocimiento a su labor en la obtención de vinos riojanos de calidad. En 1907 fue nombrado hijo adoptivo y predilecto de Logroño por el ayuntamiento de la ciudad.
Fue enterrado en la cripta familiar del cementerio de Santurce.